# Kunisangavi, Aland
Kunisangavi là một làng thuộc tehsil Aland, huyện Gulbarga, bang Karnataka, Ấn Độ.